# امیل تاهیرویچ
امیل تاهیرویچ (به انگلیسی: Emil Tahirovič) (زادهٔ ۳۰ دسامبر ۱۹۷۹) شناگر اهل اسلوونی است.